# Linden Hall
Linden Hall (ur. 29 czerwca 1991) – australijska lekkoatletka specjalizująca się w biegach średniodystansowych.
W 2016 reprezentowała Australię na igrzyskach olimpijskich w Rio de Janeiro, podczas których osiągnęła półfinał biegu na 1500 metrów.
Medalistka mistrzostw Australii. Stawała na podium mistrzostw NCAA.

## Osiągnięcia
| Rok  | Impreza                    | Miejsce        | Konkurencja    | Lokata     | Wynik   |
| ---- | -------------------------- | -------------- | -------------- | ---------- | ------- |
| 2016 | Igrzyska olimpijskie       | Rio de Janeiro | bieg na 1500 m | półfinał   | 4:05,81 |
| 2017 | Mistrzostwa świata         | Londyn         | bieg na 1500 m | eliminacje | 4:10,51 |
| 2018 | Igrzyska Wspólnoty Narodów | Gold Coast     | bieg na 1500 m | 4. miejsce | 4:03,67 |
| 2018 | Puchar interkontynentalny  | Ostrawa        | bieg na 1500 m | 5. miejsce | 4:18,82 |
| 2019 | Mistrzostwa świata         | Doha           | bieg na 1500 m | półfinał   | 4:06,39 |
| 2021 | Igrzyska olimpijskie       | Tokio          | bieg na 1500 m | 6. miejsce | 3:59,01 |
| 2022 | Halowe mistrzostwa świata  | Belgrad        | bieg na 1500 m | 6. miejsce | 4:06,34 |
| 2022 | Mistrzostwa świata         | Eugene         | bieg na 1500 m | półfinał   | 4:04,65 |
| 2022 | Igrzyska Wspólnoty Narodów | Birmingham     | bieg na 1500 m | 4. miejsce | 4:05,09 |
| 2023 | Mistrzostwa świata         | Budapeszt      | bieg na 1500 m | półfinał   | 4:03,96 |
| 2024 | Halowe mistrzostwa świata  | Glasgow        | bieg na 1500 m | eliminacje | 4:09,83 |
| 2024 | Igrzyska olimpijskie       | Paryż          | bieg na 1500 m | repasaże   | 4:09,05 |
| 2025 | Halowe mistrzostwa świata  | Nankin         | bieg na 3000 m | 9. miejsce | 8:44,99 |

## Rekordy życiowe
- Bieg na 1500 metrów (stadion) – 3:56,40 (2024)
- Bieg na 1500 metrów (hala) – 4:06,34 (2022)
- Bieg na milę – 4:19,60 (2023)